# KCC그룹
KCC그룹은 주식회사 케이씨씨를 모기업으로 한, 대한민국의 기업집단이다. 1958년 정상영 KCC그룹 명예회장이 정주영 현대그룹 명예회장의 유학 지시를 뿌리치고 직원 7명을 모아 서울특별시 영등포구에 설립한 금강스레트공업주식회사가 시초이다. 주요 임원으로 현재의 범 현대가 총수였던 정주영의 막내동생인 정상영 명예회장, 그 아들인 정몽진 회장과 정몽익 사장이 있다. KCC의 일가가 아닌 CEO는 윤희영 대표이사가 유일하다.

## 계열사
- KCC
- KCC글라스
- KCC건설
- 전주 KCC 이지스
- 금강레저

## 사건·사고 및 논란

### 편법경영 논란
KCC자원개발은 강원도 영월군 북면 소재지 석회석 광업권을 1995년 1월 한일석회제조로부터 매입한 뒤, 2000년 3월 14일 정몽익에게 매각했다. KCC자원개발의 지분 구조는 그룹의 모태이자 핵심인 KCC(60%)를 비롯해 정몽진 KCC 회장(38.6%), 정상영 KCC 명예회장(1.263%), 정몽익 KCC 사장(1.263%), 정몽열 KCC건설 사장(0.037%) 등의 순으로 오너 일가가 나머지 40%를 나누어 가지고 있으며 KCC의 지분(41.86%)은 정몽진 회장(17.76%), 정상영 명예회장(10.0%), 정몽익 사장(8.81%), 정몽열 사장(5.29%) 등이 보유하고 있어 KCC자원개발은 사실상 정씨 일가의 지배 하에 있다. 2000년 KCC자원개발 감사보고서에 따르면 정몽진 회장은 KCC자원개발로부터 당시 광업권을 800여만원에 취득했고 이후 KCC자원개발은 정 회장에게 ‘조광료’ 명목으로 2003년 1억8819만9000원의 광업권 사용료를 지급한 것을 시작으로 2004년 3억2379만7000원, 2005년 8억8246만2000원을 지급했다.

## 같이 보기
- 현대그룹